# Brocchinia
Brocchinia — рід квіткових рослин із родини бромелієвих (Bromeliaceae). Рід містить 19 видів, які зростають у північній частині Південної Америки. Види, як правило, обмежені ділянками піску та пісковика формації Рорайма; деякі трапляються на граніті. Принаймні два види, Brocchinia reducta і B. hechtioides, є хижими.

## Етимологія
Рід названий на честь Джованні Батіста Броккі, італійського природознавця (1772–1826).

## Види
1. Brocchinia acuminata L.B.Sm.
2. Brocchinia amazonica L.B.Sm.
3. Brocchinia cataractarum (Sandwith) B.Holst
4. Brocchinia cowanii L.B.Sm.
5. Brocchinia delicatula L.B.Sm.
6. Brocchinia gilmartiniae G.S.Varad.
7. Brocchinia hechtioides Mez
8. Brocchinia hitchcockii L.B.Sm.
9. Brocchinia maguirei L.B.Sm.
10. Brocchinia melanacra L.B.Sm.
11. Brocchinia micrantha (Baker) Mez
12. Brocchinia paniculata Schult. & Schult.f.
13. Brocchinia prismatica L.B.Sm.
14. Brocchinia reducta Baker
15. Brocchinia rupestris (Gleason) B.Holst
16. Brocchinia steyermarkii L.B.Sm.
17. Brocchinia tatei L.B.Sm.
18. Brocchinia vestita L.B.Sm.
19. Brocchinia wurdackiana B.Holst